# Shama de Madagascar
Copsychus albospecularis
Espèce
Statut de conservation UICN

 LC  : Préoccupation mineure
Le Shama de Madagascar (Copsychus albospecularis) est une espèce d'oiseaux de la famille des Muscicapidae.

## Répartition
Cette espèce est endémique de Madagascar.

## Dimorphisme sexuel

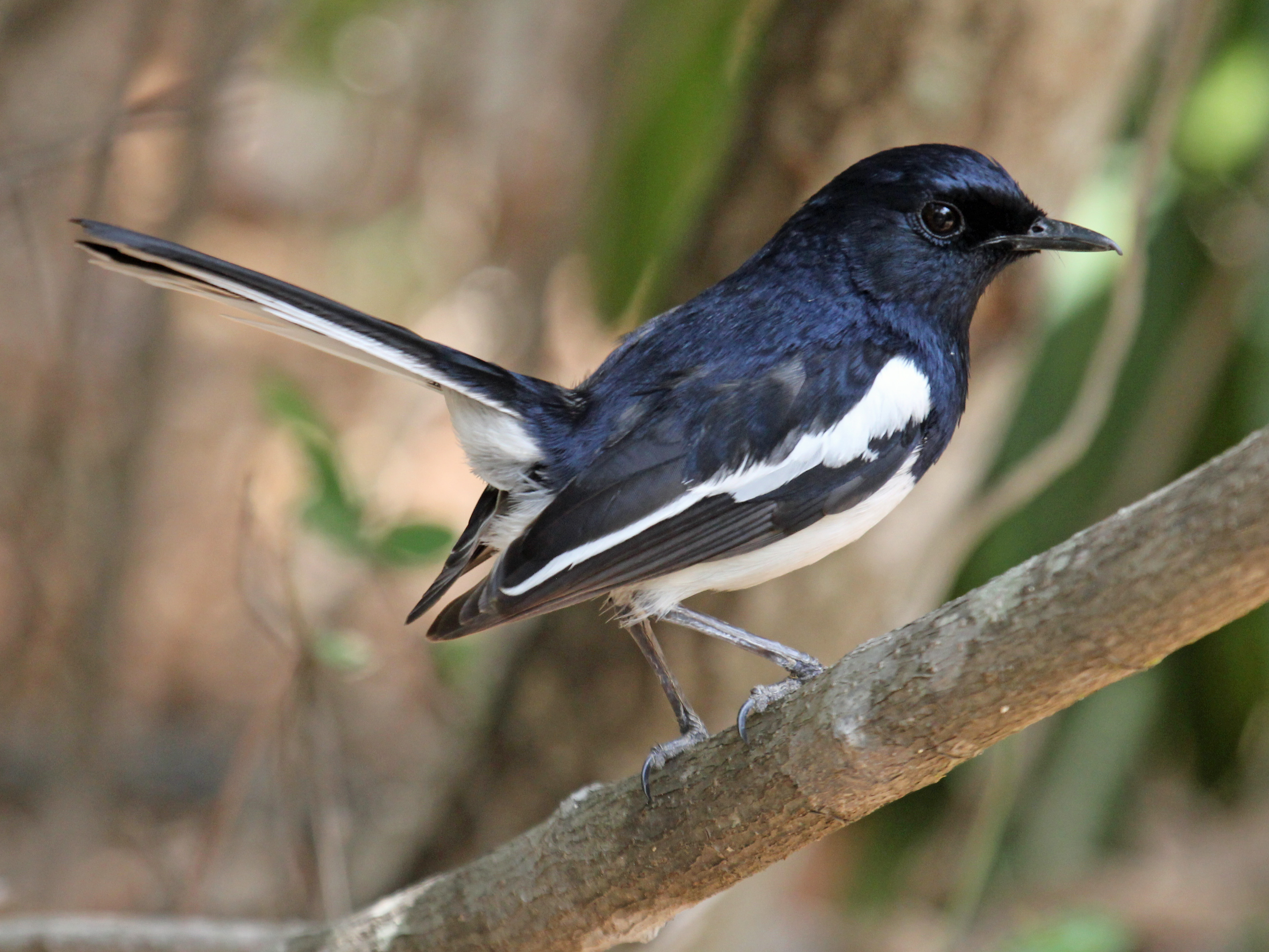
Mâle
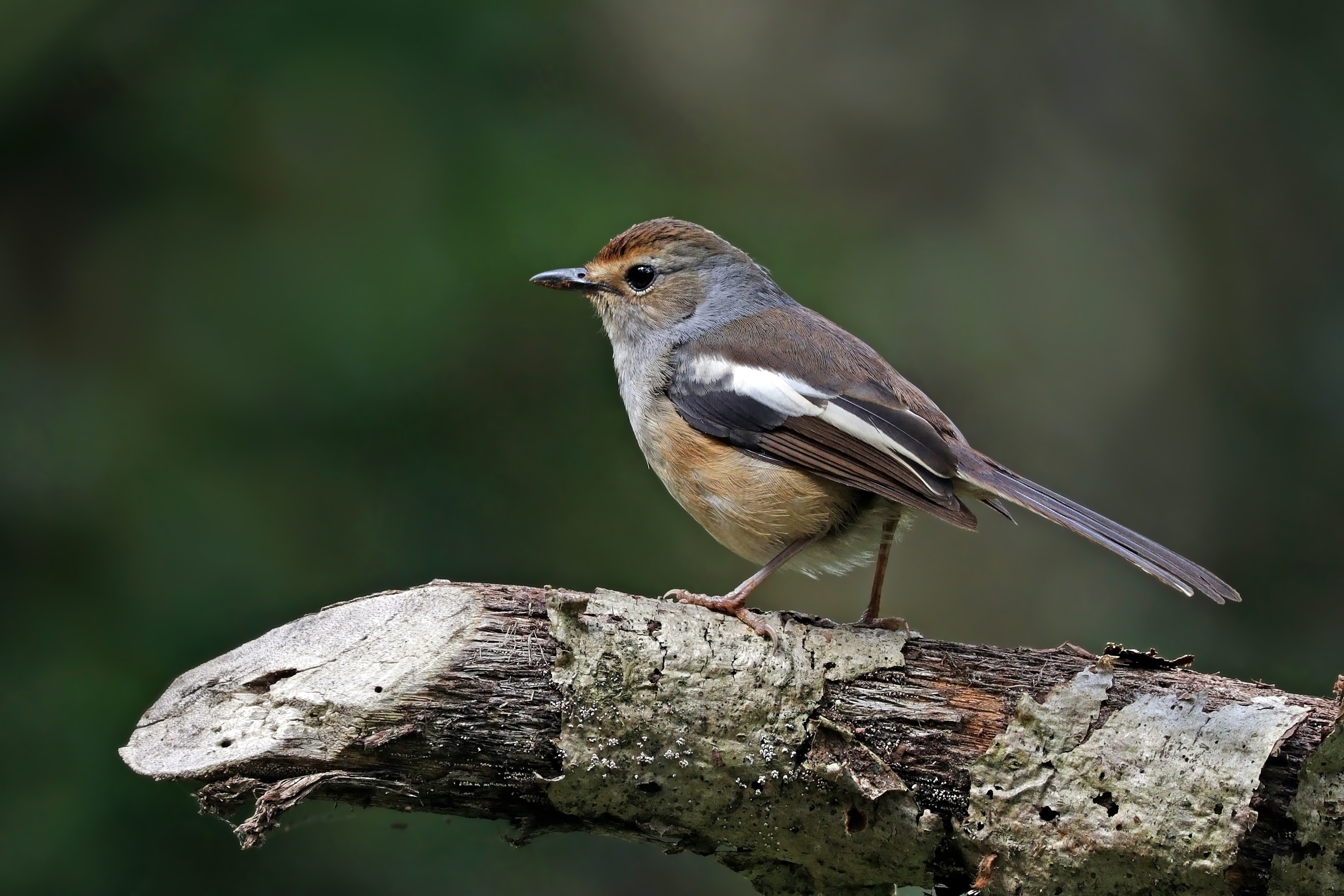
Femelle